# Anatololacerta
Anatololacerta ist eine Gattung der Echten Eidechsen, die mit fünf Arten im westlichen und südlichen Anatolien und einigen benachbarten ägäischen Inseln, darunter Samos, Ikaria und Rhodos, vorkommt.

## Merkmale
Anatololacerta-Arten sind kleine Eidechsen, die eine Kopf-Rumpf-Länge von etwa 7,5 cm erreichen. Männchen sind oft größer als die Weibchen. Kopf und Rumpf der Eidechsen sind wenig abgeflacht. Auf der Prämaxillare sitzen sieben Zähne, Flügelbeinzähne fehlen.
Die Grundfarbe der Anatololacerta-Arten ist hell blaugrün bis hellbraun. Dazu kommt eine mehr oder weniger ausgeprägte Zeichnung von dunklen, hell gesäumten Streifen und kleinen schwarzen oder weißen Flecken. Die Bauchseite ist weißlich oder bläulich, mit einer blauen Fleckenreihe auf der äußersten Bauchschuppenreihe. Die Kehle ist oft rötlich mit dunklen Flecken, vor allem bei Männchen und Halbwüchsigen. Die bei vielen Eidechsen vorhandenen blauen Flecken auf der Schulterregion fehlen. Jungtiere besitzen leuchtend grünblau gefärbte Schwänze.

## Lebensweise

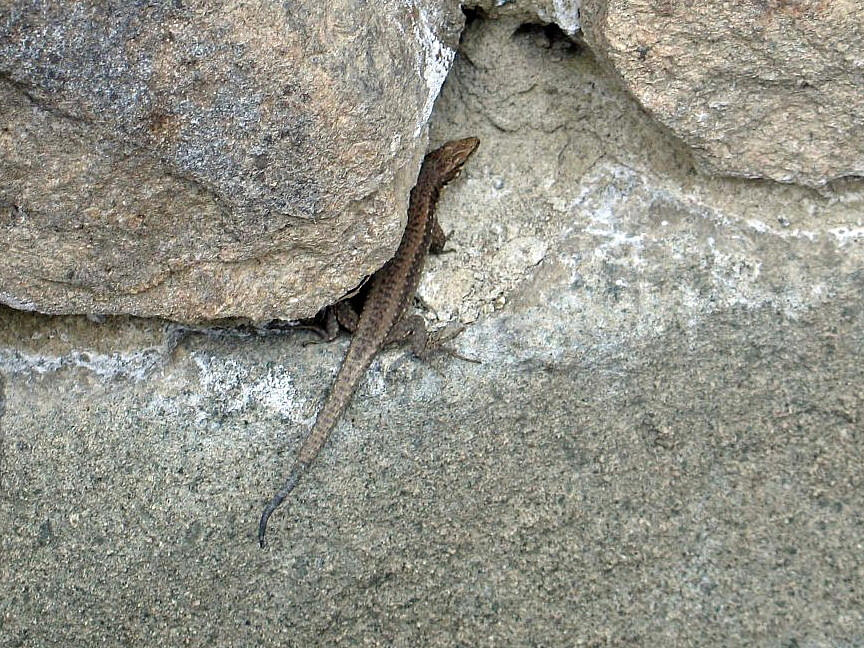
Nordwestanatolische Eidechse (Anatololacerta anatolica)

Wie die Arten der Mauereidechsen (Podarcis), ihrer Schwestergattung, leben Anatololacerta-Arten kletternd in steinigen und felsigen Biotopen, an Mauern und auf Steinhaufen. Während der Paarung verbeißt sich das Männchen in die Flanke des Weibchens. Ein Gelege umfasst 3 bis 8 Eier.

## Arten
Zur Gattung Anatololacerta gehören fünf Arten:
- Nordwestanatolische Eidechse (Anatololacerta anatolica (Werner, 1902))
- Anatolische Felseneidechse (Anatololacerta danfordi (Günther, 1876))
- Anatololacerta finikensis (Eiselt & Schmidtler, 1987)
- Barans Eidechse (Anatololacerta ibrahimi (Eiselt & Schmidtler, 1987))
- Südwestanatolische Eidechse (Anatololacerta pelasgiana (Mertens, 1959), Synonym: Anatololacerta oertzeni (Werner, 1904))